# LP (певица)
Лаура (Лора) Перголицци (англ. Laura Pergolizzi; род. 18 марта 1981 или 1981 года, Лонг-Айленд, Нью-Йорк, США), выступающая под инициалами LP (Эль Пи), — американская певица итальянского происхождения, автор-исполнитель. Автор песен для таких исполнителей, как Рианна, Кристина Агилера, Рита Ора, Backstreet Boys, Шер, Джо Уолш, Cher Lloyd, Элла Хендерсон, The Veronicas и других.

## Биография
См. также «LP History» в английском разделе.
Родилась 18 марта 1968 года в Лонг-Айленде (Нью-Йорк). По другим данным, родилась в 1981 году. Её мать неаполитанка, а отец — наполовину сицилиец, наполовину ирландец. Окончила школу имени Уолта Уитмена (Walt Whitman High School) в 1986 году.

## Дуэт LionFish
Начиная с 1991 года, певица в сотрудничестве с Алисией Годсберг записала десятки песен. Результатом совместного творчества стало образование в 1995 году в Нью-Йорке дуэта Lionfish.

## «LP»
Сольный проект — «LP» — стартовал в 2001 году, когда певица представила свой дебютный альбом Heart-Shaped Scar. Продюсировал его Дэвид Лоуэри.
В 2004 году LP выпустила второй альбом Suburban Sprawl & Alcohol, записанный с участием Линды Перри, американской рок-исполнительницы из состава группы 4 Non Blondes.
В 2010 году переехала в Лос-Анджелес.
Свой первый прорыв как автор она совершила, написав в соавторстве для Рианны песню «Cheers (Drink to That)», вышедшую 12 ноября 2010 на пятом альбоме Рианны Loud на лейбле Def Jam Recordings. В своём интервью на MTV News, Рианна призналась, что эта песня — одна из её любимых в альбоме. Также Лаура являлась автором песни «Beautiful People», записанной Кристиной Агилерой. Причём, по сообщению LP, эта запись проводилась в доме Николь Шерзингер. Лаура сотрудничала с группами Backstreet Boys, The Veronicas и с певицей Шер.
В 2012 году она стала первой женщиной, избранной послом Martin Guitar. В мае 2012 была избрана исполнителем недели (англ. Artist of the Week) журналом Vogue.
В сентябре 2015 года вышел первый сингл с четвёртого студийного альбома «Lost on You» — песня «Muddy Waters». В ноябре вышел второй сингл, названный «Lost on You».
В июле 2016 года успешно выступила с песней «Lost on You» в Риме на фестивале «Coca Cola Summer Festival 2016». Режиссёром видеоклипа для этой песни стал Chuck David Willis. Сингл занял позицию № 1 в хит-парадах Франции, Бельгии, Польши, Греции и Израиля и № 3 в Италии. Как подтвердила сама LP, композиция посвящена бывшей девушке, Тэмзин Браун, отношения с которой на данный момент окончены.
В сентябре 2017 года Перголицци исполнила свои песни «Other People» и «Lost on You» в Сочи (Россия) в качестве гостя на международном конкурсе молодых исполнителей популярной музыки «Новая волна-2017» (недоступная ссылка).
15 июня 2018 года, LP анонсировала на своей странице в Facebook, что она работает над новым альбомом. Спустя день вышел сингл «Girls Go Wild», первый трек с нового альбома.
В сентябре 2018 года был выпущен сингл «Day By Day», записанный при участии российской DJ-группы Swanky Tunes, а в декабре того же года — альбом «Heart to mouth» (получивший золотой статус в Польше) с синглами «Girls Go Wild» и «Recovery».

## Личная жизнь
Перголицци — открытая лесбиянка.
До 2015 года состояла в отношениях с актрисой и моделью Тэмзин Браун (англ. Tamzin Brown), которой посвящена песня «Lost on You». Затем жила с певицей Лорен Рут Уорд. С 2023 года встречается с чешской моделью Иветой Мауреровой.

## Дискография
См. также «LP Discography» в английском разделе.

### Студийные альбомы
| Название                       | Детали                                                                                 | Высшая позиция | Высшая позиция | Высшая позиция | Высшая позиция | Высшая позиция | Высшая позиция | Высшая позиция | Высшая позиция | Высшая позиция | Высшая позиция | Продажи       | Сертификации                              |
| Название                       | Детали                                                                                 | US             | US Heat        | US South       | AUT            | BEL (Wa)       | FRA            | ITA            | POL            | SPA            | SWI            | Продажи       | Сертификации                              |
| ------------------------------ | -------------------------------------------------------------------------------------- | -------------- | -------------- | -------------- | -------------- | -------------- | -------------- | -------------- | -------------- | -------------- | -------------- | ------------- | ----------------------------------------- |
| Heart-Shaped Scar              | - Выход: 2001 - Форматы: CD, digital download - Лейбл: Koch Records                    | —              | —              | —              | —              | —              | —              | —              | —              | —              | —              |               |                                           |
| Suburban Sprawl & Alcohol      | - Выход: 29 июня 2004 - Лейбл: Lightswitch Records - Форматы: CD, digital download     | —              | —              | —              | —              | —              | —              | —              | —              | —              | —              |               |                                           |
| Forever for Now                | - Выход: 2 июня 2014 - Лейбл: Warner Bros. Records - Форматы: CD, LP, digital download | 132            | 2              | 5              | —              | 73             | —              | —              | —              | —              | —              | - US: 16,000  |                                           |
| Lost on You                    | - Выход: 9 декабря 2016 - Лейбл: Vagrant Records - Формат: CD                          | —              | —              | —              | 34             | 6              | 6              | 8              | 5              | 2              | 7              | - POL: 10,000 | - FIMI: Gold - POL: Gold - SNEP: Platinum |
| «—» означает неучастие в чарте |                                                                                        |                |                |                |                |                |                |                |                |                |                |               |                                           |

### Синглы
| Название                             | Год  | Высшая позиция | Высшая позиция | Высшая позиция | Высшая позиция | Высшая позиция | Высшая позиция | Высшая позиция | Высшая позиция | Высшая позиция | Высшая позиция | Высшая позиция | Сертификации                                                                                | Альбом                                  |
| Название                             | Год  | US Rock        | AUT            | BEL (Wa)       | FRA            | GRE            | ITA            | JPN            | POL            | SPA            | SWI            | ISR            | Сертификации                                                                                | Альбом                                  |
| ------------------------------------ | ---- | -------------- | -------------- | -------------- | -------------- | -------------- | -------------- | -------------- | -------------- | -------------- | -------------- | -------------- | ------------------------------------------------------------------------------------------- | --------------------------------------- |
| «Into the Wild» (Live)               | 2012 | —              | —              | —              | —              | —              | —              | —              | —              | —              | —              | —              |                                                                                             | Into the Wild: Live at EastWest Studios |
| «Into the Wild»                      | 2012 | —              | —              | —              | —              | —              | —              | —              | —              | —              | —              | —              |                                                                                             | Forever for Now                         |
| «Night Like This»                    | 2014 | —              | —              | —              | —              | —              | —              | 35             | —              | —              | —              | —              |                                                                                             | Forever for Now                         |
| «Someday»                            | 2014 | —              | —              | —              | —              | —              | —              | —              | —              | —              | —              | —              |                                                                                             | Forever for Now                         |
| «Muddy Waters»                       | 2015 | 42             | —              | —              | 168            | —              | —              | —              | —              | —              | —              | —              |                                                                                             | Death Valley и Lost on You              |
| «Lost on You»                        | 2015 | 42             | 4              | 1              | 1              | 1              | 5              | —              | 1              | 9              | 5              | 1              | - FIMI: 4× Platinum - IFPI GRE: Platinum - IFPI SWI: Gold - SNEP: Platinum - ZPAV: Platinum | Death Valley и Lost on You              |
| «Other People»                       | 2016 | —              | —              | 42             | 116            | 5              | 45             | —              | 7              | —              | —              | 1              | - FIMI: Platinum                                                                            | Death Valley и Lost on You              |
| «N’oublie pas» (дуэт с Милен Фармер) | 2018 | —              | —              | 27 (tip)       | 1              | —              | —              | —              | —              | —              | —              | —              |                                                                                             | Désobéissance (альбом Милен Фармер)     |
| «Girls Go Wild»                      | 2018 | —              | —              | —              | —              | —              | —              | —              | 11             | —              | —              | —              |                                                                                             | TBA                                     |
| «—» означает неучастие в чарте       |      |                |                |                |                |                |                |                |                |                |                |                |                                                                                             |                                         |